# La Chatte japonaise
Pour plus de détails, voir Fiche technique et Distribution.
La Chatte japonaise (痴人の愛, Chijin no ai) est un film japonais réalisé par Yasuzō Masumura, sorti en 1967, adapté du roman Un amour insensé (痴人の愛, Chijin no ai) de Jun'ichirō Tanizaki.

## Fiche technique
- Titre : La Chatte japonaise[1]
- Titre original : 痴人の愛 (Chijin no ai?)[2],[3]
- Titres anglais : An Idiot in Love[3] - Love for an Idiot[4]
- Réalisation : Yasuzō Masumura
- Scénario : Ichirō Ikeda (ja), d'après le roman Un amour insensé (痴人の愛, Chijin no ai?) paru en 1924 de Jun'ichirō Tanizaki
- Photographie : Setsuo Kobayashi (ja)
- Montage : Tatsuji Nakashizu
- Décors : Shigeo Mano
- Société de distribution : Daiei
- Musique : Naozumi Yamamoto
- Pays d'origine :  Japon
- Langue originale : japonais
- Genre : Comédie dramatique
- Format : couleur - 35 mm
- Durée : 92 minutes
- Dates de sortie :
  - Japon : 29 juillet 1967[5]
  - France : 2 octobre 1968[6]

## Distribution
- Michiyo Ōkusu (créditée sous le nom de Michiyo Yasuda) : Naomi
- Shōichi Ozawa : George Kawai
- Masakazu Tamura : Nobuo Hamada
- Isao Kuraishi (ja) : Seitarō Kumagaya
- Sachiko Murase : Sumie
- Asao Uchida (ja) : Hanamura
- Noriko Hodaka : Yasuko Hanamura